# Sail Bremerhaven

Logo der Sail 2010

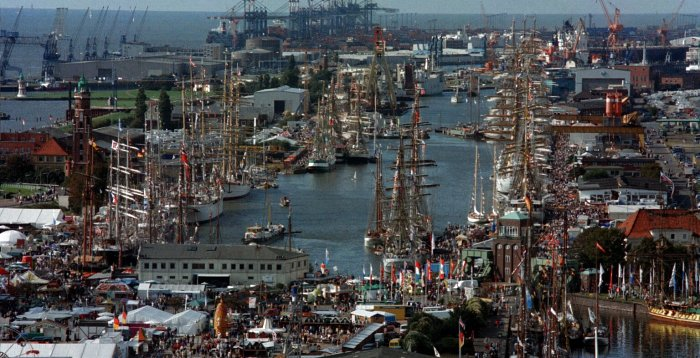
Blick vom Bremerhavener Richtfunkturm auf das Veranstaltungsgelände der Sail 2000

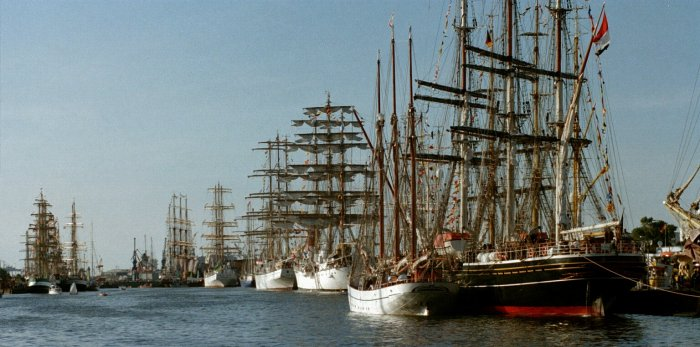
Windjammer auf der Sail 2000

Die Sail Bremerhaven ist eines der größten Windjammer-Treffen Europas und der Welt.

## Geschichte der Sail
In Bremerhaven wurde die Sail erstmals 1986 ausgetragen. Es folgten Veranstaltungen 1990, 1992 zum Schiffahrtstag und die Sail 1995, bevor man für die Zukunft ein Fünfjahresintervall festlegte. So fand die nächste Sail während der in Hannover abgehaltenen Expo 2000 statt. Nach der Austragung 2005 (10. bis 14. August) wurde zur Überbrückung der Zeit vom 27. bis 31. August 2008 eine kleine Sail (Lütte Sail) organisiert. Das Festival erstreckt sich zumeist vom Kaiserhafen im Norden bis zum Fischereihafen im Süden, die meisten Schiffe liegen jedoch im Neuen und im Alten Hafen, in deren Bereichen auch der überwiegende Teil der Land-Attraktionen platziert ist.
Traditionell beginnt die Sail inoffiziell bereits mit dem so genannten „sail in“, dem umjubelten Einlauf der Großsegler die Unterweser hinauf in die Häfen. Flaggschiff der Veranstaltung ist häufig das deutsche Segelschulschiff Gorch Fock. Sollte die Gorch Fock nicht teilnehmen, wurde bzw. wird auf die Alexander von Humboldt bzw. die Alexander von Humboldt II als in Bremerhaven beheimatete Windjammer zurückgegriffen. Neben den Windjammern nehmen an der Sail auch Motor- und Dampfschiffe, Klipper, Schoner, Barkassen, Kutter, Tjalks, Slups, Segelyachten sowie unterschiedlichste Nachbauten historischer Schiffstypen wie Fregatten, Brigantinen, Wikingerboote oder auch Koggen teil.

## Sail 2010
Die Sail lief vom 25. bis zum 29. August 2010. Im Frühjahr 2009 bewilligte die bremische Wirtschaftsdeputation einen Zuschuss von 1.085.000 Euro. Insgesamt kalkulierte man mit Gesamtkosten in Höhe von 1.900.000 Euro, gedeckt zum Teil durch Sponsorengelder, und einem Reingewinn von 830.000 Euro. Die städtische Bremerhavener Wirtschaftsförderungsgesellschaft BIS (Bremerhavener Gesellschaft für Investitionsförderung und Stadtentwicklung mbH) rechnete mit ungefähr 1.000.000 Besuchern der Sail, die am Ende die Veranstaltung auch besucht hatten. Von diesen würden das Hotel- und Gastronomiegewerbe, wie auch der Einzelhandel stark profitieren. Bei 324.000 zusätzlichen Hotelübernachtungen in der Stadt und geschätzt 216.000 Privatunterbringungen ging die BIS von einem Umsatzzuwachs von bis zu 4.000.000 Euro in der Region aus.
Zur Sail 2010 waren mehr als 240 Schiffe aus 16 Nationen angemeldet. Die Veranstaltung wurde unter anderem von 680 freiwilligen Helfern betreut. Im Rahmenprogramm wurden beispielsweise Hafenrundfahrten, Schiffsbesichtigungen und Theateraufführungen angeboten. Zudem waren die Hafenbecken von etwa 220 Volksfestbuden gesäumt. Neben einem maritimen Markt und einem Seglerumzug über die zentrale Bürgermeister-Smidt-Straße war auch ein Pagodendorf aufgebaut, in dem sich 30 Aussteller und die Partnerstädte Bremerhavens präsentierten. Konzerte sowie die Auftritte von Chören sind ebenso organisiert worden wie ein großes Höhenfeuerwerk und sportliche Wettkämpfe zwischen den Lehrgangsteilnehmern der Schulschiffe.
Das am 27. Oktober 2013 aufgrund zu hoher Kosten eingestellte Bremer Hafenkonzert hatte auf der Sail am 29. August 2010 seinen geschichtlichen Höhepunkt erreicht. Die 1393. Sendung wurde dort erstmals im Fernsehen auf Radio Bremen TV ausgestrahlt.

## Sail 2015

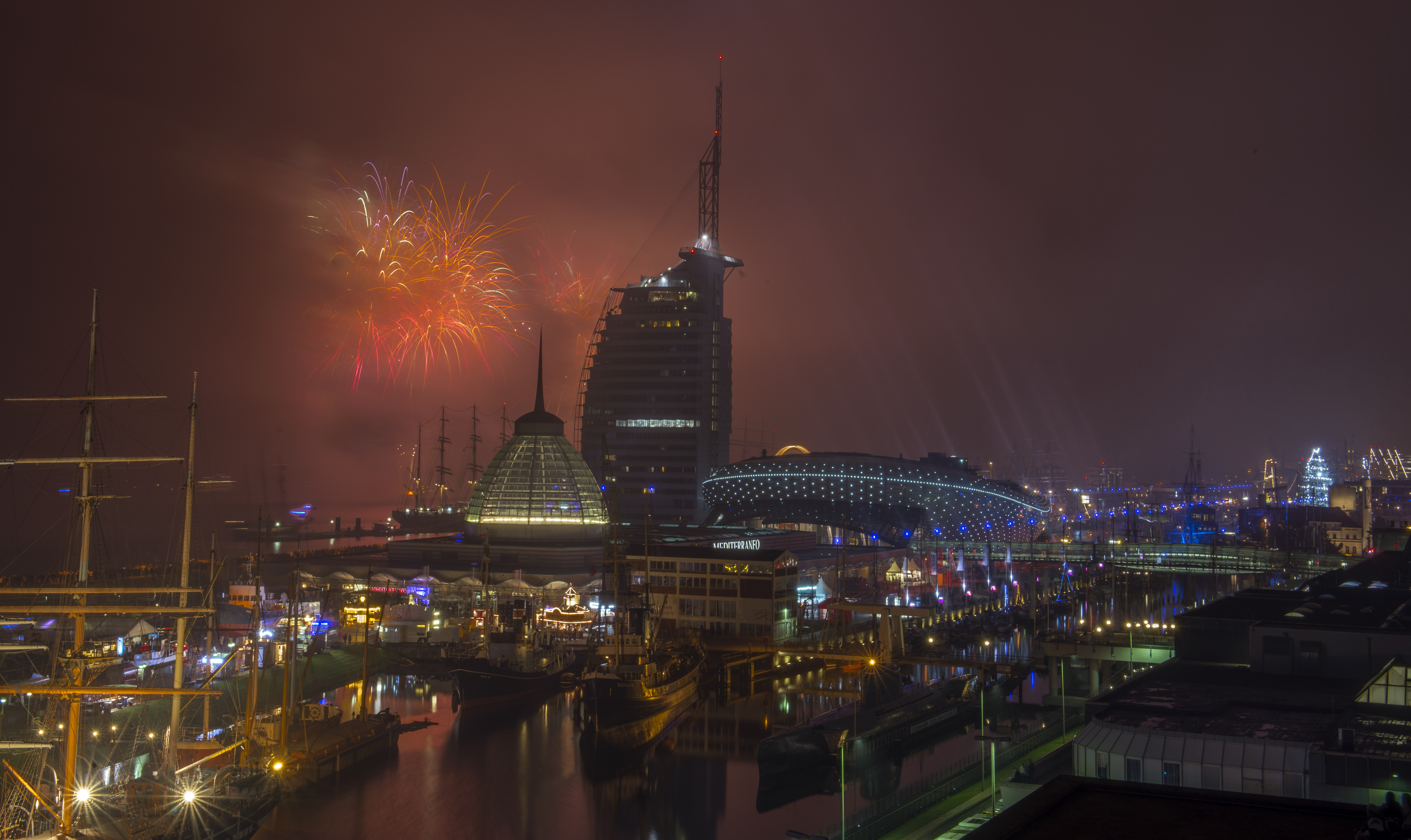
Feuerwerk über der Weser, Sail 2015

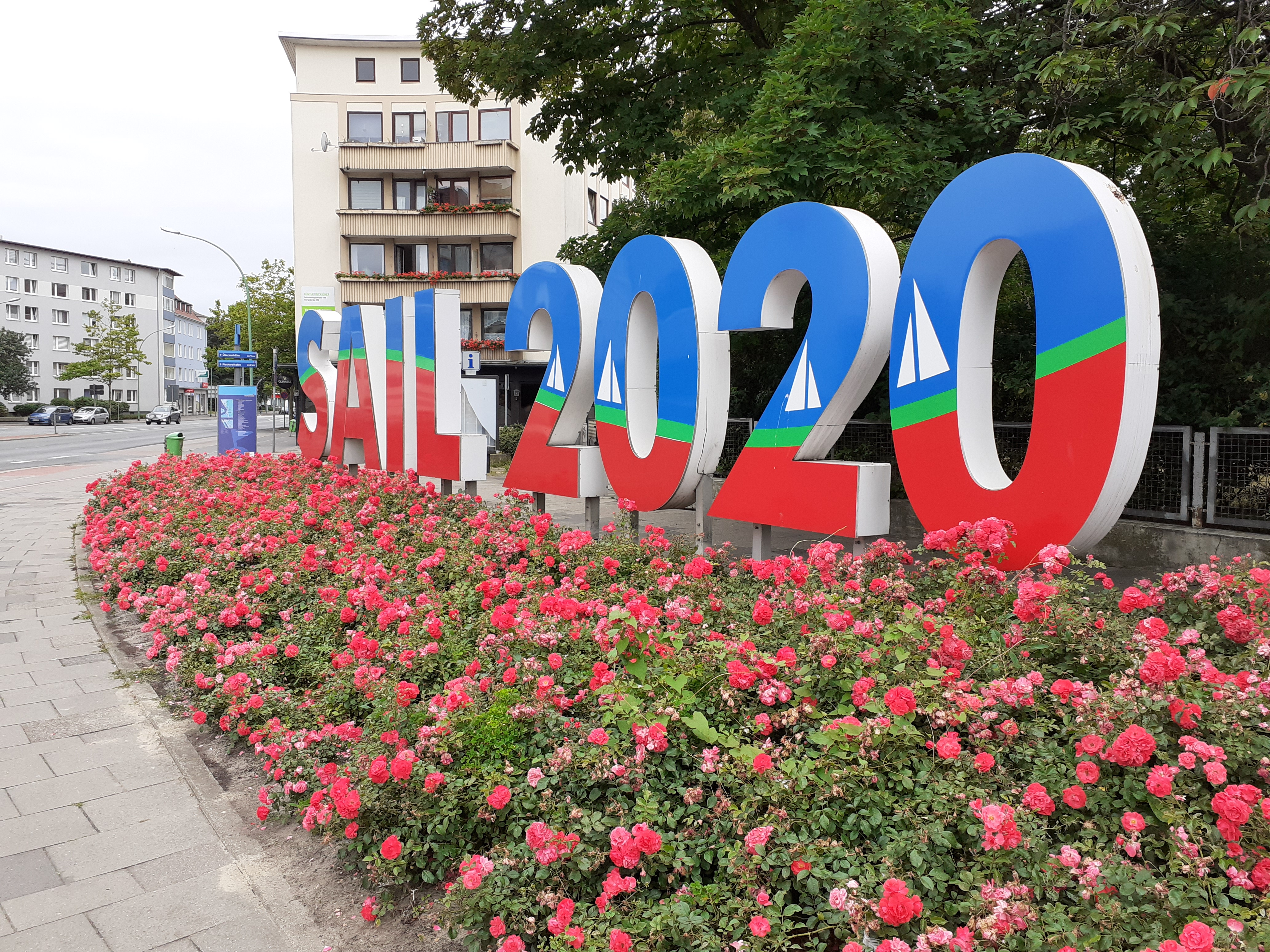
Schriftzug der Sail 2020 an der Hafenstraße Ecke Lloydstraße

Die Sail 2015 fand vom 12. bis 16. August statt. Rund 270 Schiffe nahmen an der Sail teil. Die Veranstaltung, die von rund 1,2 Millionen Menschen besucht wurde, fand in den Havenwelten (Neuer/Alter Hafen) und im Schaufenster Fischereihafen statt. Im Schaufenster Fischereihafen fand „Dampf & Sail“ mit Dampfschiffen, Dampfwalzen und Dampftraktoren als Teil der Sail statt.

## Sail 2020
Die Sail 2020 war für den 19. bis 23. August geplant. Wegen der COVID-19-Pandemie gab es bundesweit keine Erlaubnis für die Durchführung von Großveranstaltungen und so wurde die Veranstaltung abgesagt.

## SAiL 2025
Die Sail 2025 fand vom 13. bis 17. August 2025  statt.
Mehr als 250 Schiffe aus aller Welt wurden erwartet, darunter die Segelschiffe :
- Alexander von Humboldt II als Flaggschiff der Sail
- Belem
- Capitán Miranda
- Corsaro II
- Dar Młodzieży
- Eye of the Wind
- Gorch Fock
- Gulden Leeuw
- Sagres II
- Shabab Oman II
- Unión

Der Radiosender Bremen Eins würdigt die SAiL 2025 mit der eigenen Hymne Zur Sail nach Bremerhaven, die von Moderatorin Michelle Brückner und dem Bremen-Eins-Chor gesungen wird. Sie basiert auf dem Lied Rolling in the Deep von Adele.